# رحلة إلى نهاية الليل (فلم)
رحلة إلى نهاية الليل هو فيلم مستقل جريمة فيلم إثارة من إخراج إريك إيسون وبطولة برندان فريزر، موس ديف، سكوت جلين، أليس براغا وكاتالينا ساندينو مورينو.

## القصة
في منطقة مظلمة ومنحلة من ساو باولو، البرازيل، يمتلك الأمريكيان المنفيان سيناترا وابنه بول بيت دعارة. بول هو مقامر قهري مدمن على الكوكايين. سيناترا متزوج من عاهرة سابقة تدعى أنجي، ولديهما ابن.
يقتل عميل روسي على يد زوجته في مؤسستهما، تاركاً وراءه حقيبة مليئة بالمخدرات. في الليلة التي كانوا قد حددوا فيها موعداً للتفاوض لبيع محتويات الحقيبة إلى مشترين أفارقة، يموت الوسيط أثناء ممارسته الجنس مع امرأة متحولة تدعى نازدا. في حالة من اليأس، يعقد سيناترا صفقة مع غاسل الصحون النيجيري في بيت الدعارة، ويمبا، ليقوم بالسفر إلى ميناء سانتوس، ليحل محل الوسيط، ويقوم بالبيع لتجار المخدرات. في المقابل، سيحصل ويمبا على مبلغ كبير من المال.
يقبل ويمبا، ولكن عند عودته إلى سيارته في الميناء، يتعرض لهجوم من قبل لصين صغيرين ويُضرب حتى يفقد وعيه. يؤدي عدم اتصاله بسيناترا وبول إلى سلسلة من سوء الفهم التي تؤدي إلى نهاية مأساوية.

## طاقم التمثيل
- برندان فريزر – بول
- موس ديف – ويمبا
- سكوت جلين – سيناترا
- أليس براغا – مونيك
- كاتالينا ساندينو مورينو – أنجي
- روي بولاناه – العراف
- ماتيوس ناكتيرجايلي – نازدا
- جيلسون أدالبيرتو جوميس – سامي
- ميلهيم كورتاز – رودريجو
- لوك دينيس نولان – لازار

## التقييم
بعد مشاهدة أجزاء من أداء فريزر في مقطع الإعلان لفيلم رحلة إلى نهاية الليل، ورد أن دارين أرنوفسكي اختاره للعب الدور الرئيسي في فيلم الحوت (2022)، الذي تم الإشادة به على نطاق واسع باعتباره فيلم عودة فريزر.

## روابط خارجية
- رحلة إلى نهاية الليل  في قاعدة بيانات الأفلام على الإنترنت (بالإنجليزية)
- رحلة إلى نهاية الليل (فلم) في روتن توميتوز.
- رحلة إلى نهاية الليل (فلم) في موقع بوكس أوفيس موجو.